# Niphona mediofasciata
Niphona mediofasciata är en skalbaggsart som beskrevs av Stefan von Breuning 1968. Niphona mediofasciata ingår i släktet Niphona och familjen långhorningar.
Artens utbredningsområde är Laos. Inga underarter finns listade i Catalogue of Life.